# 八事
八事（やごと）は、愛知県名古屋市天白区の大字。昭和区・天白区に跨る尾張丘陵の広域地名としても使用される。現行行政地名は天白区天白町大字八事。
当大字から分離成立した「八事」を冠する町名として、八事山、元八事、八事石坂、八事天道、八事本町、八事富士見がある。

## 地理

興正寺五重塔

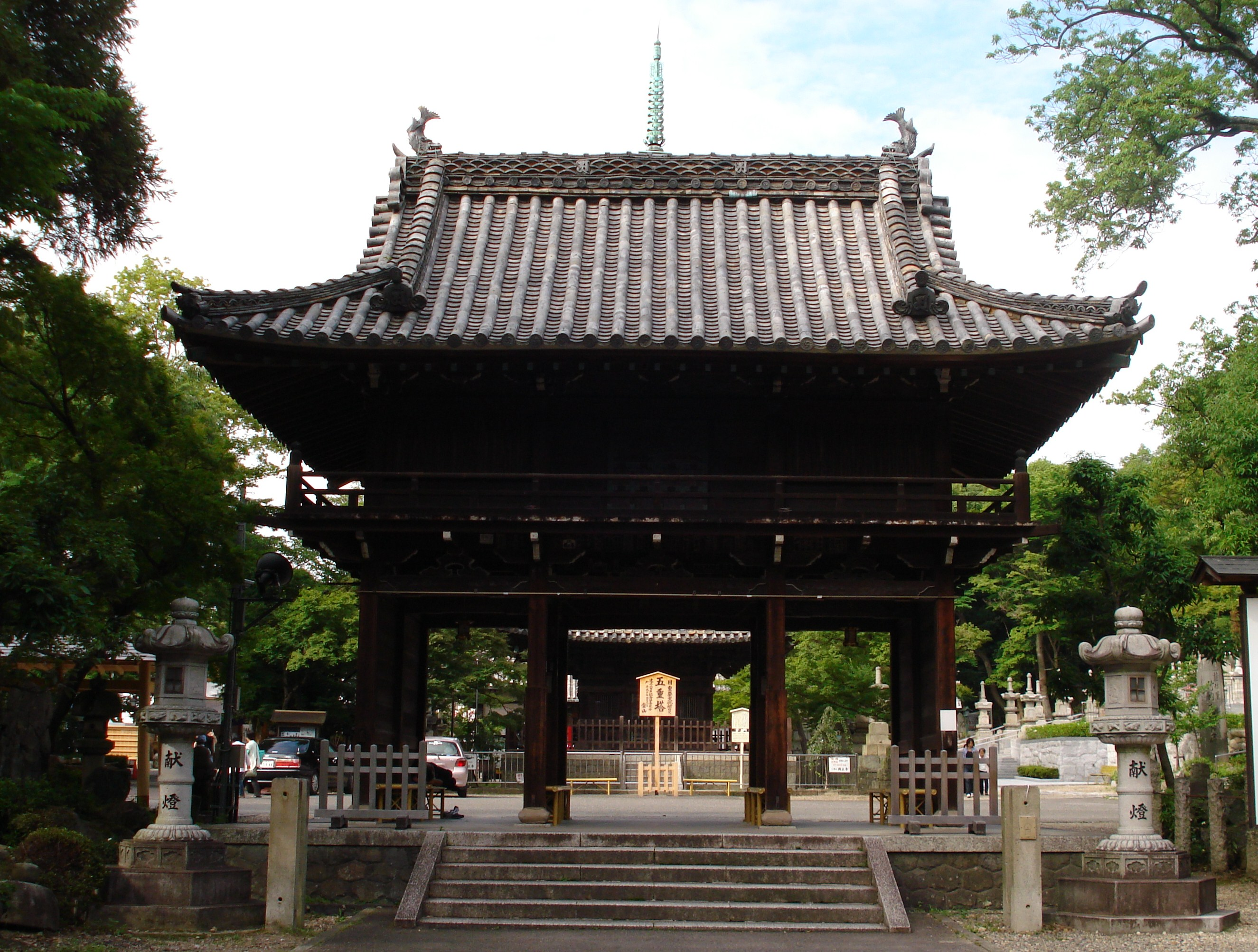
興正寺中門

現存する行政地名としての天白区天白町大字八事の区域は区北西部に存在するほか、天白川部分に残存する。
山手通等の幹線道路沿いは繁華街の様相を呈し、ブランドショップを中心とした多くの専門店、ブティックに加え、ショッピングセンターや家電量販店、ホテルに病院、かつては中京テレビ放送が社屋を構えていた商業地区であり、通り沿いを中心に多くの高層マンションや商業ビルが林立する。その一方で、閑静な住宅街としての一面も持っており、大通りから離れた丘陵地には低層の高級マンションや広大な敷地の邸宅地も垣間見る事ができる。周辺一帯は名古屋市の特別用途地区による文教地区に指定され中京大学、南山大学、名城大学、名古屋大学などがキャンパスを構えている。

### 池沼
- 天白渓下池

### 字一覧
- 裏山（うらやま）
- 上沓打場（かみくつうちば）
- 山田（やまだ）

## 歴史

### 町名の由来
江戸期の愛知郡八事村を前身とする。語源については諸説あるが、「岩（や）が凝（こご）る」つまり地盤が固く、岩の多い山を意味するという説が知られている。

### 中世
南北朝期から戦国期にかけては、現在の名古屋市東部から日進市・長久手市・瀬戸市・東郷町一帯が「八事迫」（やごとばさま）と称されていたことが知られる。「八事迫」は国衙領で尾張国山田郡の一部であったが、戦国期に山田郡が廃止されると愛知郡所属となった。「八事」「八事迫」という地名の文献上の初見は、以下のような南北朝期の史料である。
ここに見える「八事迫内本郷」は現在の日進市本郷のことで、美濃永保寺領として寄進されたようである。
室町期から戦国期の史料には「八事迫」内の地名として「社」「岩崎」「菱野」「山口」など現在の名東区、日進市、瀬戸市の地名が散見される。

### 近世
江戸時代初期、徳川家康の命により名古屋城下から信州及び岡崎城下を結ぶ物流ルートとして飯田街道が開削された。同時代中期の貞享3年に八事山興正寺が飯田街道沿いに開かれ、周辺が門前町として形成され、八事山の代名詞となり一帯は愛知郡「八事村」と称した。
明治40年に愛知馬車鉄道（後の尾張電気軌道）が開業した頃から名古屋の保養地的地域となっていく。名古屋財界の社交場である「八勝倶楽部」は明治43年に八勝館として料理旅館の経営を開始、大正元年には尾張電気軌道の経営者・江口理三郎によって「八事遊園地（現在の天白区表山下池公園周辺）」、「尾電八事球場（現在の天白区弥生が岡一帯）」、「競馬場（現在の天白区表山一丁目一帯）」などの施設が建設され、馬車鉄道も延伸し路面電車化（後の名古屋市電八事線）され‟八事電車”の愛称で親しまれた。
八事はトヨタ自動車創業家の豊田喜一郎や中日新聞創業家の大島家などの多くの実業家たちの別宅が多数立ち並び別荘地や名所として発展した。大正時代に入ると区画整理が始まり、昭和時代に入った頃には名古屋市内有数の高級住宅街として知られるようになった。
そして太平洋戦争中である昭和17年に名古屋帝国大学移転に始まり、戦後の高度成長期には次々と大学キャンパスが作られ名古屋を代表する文教地区となった。また、地下鉄鶴舞線の各駅周辺は学生街を形成し、地元のとある大学はパンフレットで｢名古屋のカルチエ・ラタン｣と紹介していた。

### 出来事
- 1646年（正保3年） - 隼人池が造られる。
- 1686年（貞享3年） - 興正寺創建。
- 1741年（寛保元年） - 天道宮（現在の高照寺と五社宮）が丹羽郡稲木荘寄木邑（現在の江南市）から現在地（当時は愛智郡八事邑）に遷座。
- 1847年（弘化4年） - 八事塩竈神社が陸奥国（現在の宮城県塩釜市）国幣中社塩竈神社から勧請される。
- 1890年（明治23年） - 陸軍特別大演習が音聞山（現:御幸山）で行われ明治天皇が統監し御野立所が造られる。
- 1908年（明治41年） - 愛知馬車鉄道が千種 - 八事（現在の地下鉄一番出口付近）間に開業。
- 1910年（明治43年） - 八勝館開業
- 1912年（大正元年） - 八事遊園地開園。
- 1914年（大正3年） - 日本赤十字社愛知支部八事療養所（現在の日本赤十字社愛知医療センター名古屋第二病院（旧名称:名古屋第二赤十字病院））開設。「八事土地区画整理組合」設立、土地区画整理による宅地造成が始まる。
- 1915年（大正4年） - 市営八事霊園開設。
- 1922年（大正11年） - 名古屋市立八事療養所（後の国立八事療養所）開設。
- 1924年（大正13年） - 八事本町（現在の滝川町）の山本球場（後の国鉄八事球場）で選抜中等学校野球大会（現在の選抜高等学校野球大会）の第1回大会が開催された。
- 1942年（昭和17年） - 名古屋帝国大学（現在の名古屋大学）が現在の東山キャンパスに移転。
- 1949年（昭和24年） - 南山大学が昭和区五軒家町に開学。
- 1953年（昭和28年） - 中部社会事業短期大学（現在の日本福祉大学）が昭和区滝川町に開学。飯田街道が二級国道153号名古屋塩尻線に指定される。
- 1954年（昭和29年） - 中京短期大学（現在の中京大学）開学。
- 1955年（昭和30年） - 名城大学薬学部が現在の八事キャンパスに移転。
- 1964年（昭和39年） - 南山大学が現在の山里町に移転。
- 1965年（昭和40年） - 名城大学本部が現在の天白キャンパスに移転。
- 1969年（昭和44年） - 中京テレビ開局（昭和区高峯町→2016年中村区平池町のささしまライブ24地区に移転）
- 1971年（昭和46年） - 路面電車廃止。
- 1973年（昭和48年） - 八勝館所有の敷地にジャスコ八事店（現在のイオン八事店）開業。
- 1977年（昭和52年） - 3月18日地下鉄鶴舞線が開通し、八事駅が開業。
- 1978年（昭和53年） - 昭和美術館開館。
- 1983年（昭和58年） - 日本福祉大学が知多郡美浜町に移転）
- 1993年（平成5年） - 「四谷・山手通都市景観整備地区」を名古屋市が指定。
- 2004年（平成16年） - 10月6日地下鉄八事駅が名城線延伸で乗換駅になる。

### 行政区画の変遷
- 1878年（明治11年） - 八事村・中根村および名古屋新田の一部が合併し、弥富村となる[3]。
- 1889年（明治22年）10月1日 - 町村制に基づく愛知郡弥富村となる[3][4]。
- 1906年（明治39年）5月10日 - 合併に伴い、天白村大字弥富および呼続町大字弥富に分離される[3][4]。
  - 呼続町大字弥富は旧中根村を中心とする区域で、後の南区弥富町（現瑞穂区域）である。以降の詳細については弥富町 (名古屋市)を参照のこと。
- 1907年（明治40年）5月8日 - 天白村大字弥富を大字八事に改称[4]。
- 1928年（昭和3年）3月15日 - 名古屋市中区広路町・南区弥富町との間で境界を変更[3][4]（0.8ヘクタール[5]）。
- 1934年（昭和9年）
  - 8月23日 - 区画整理に伴い字裏山の一部（地積五畝一歩：約499 m2）を名古屋市に編入し[6]、中区大字八事（現：昭和区域）となる[7]。中区広路町字北山・東区田代町字唐山の各一部（地積五畝二十三歩：約572 m2）を編入[4][6]。
  - 10月1日 - 中区大字八事が同区妙見町となり廃止[7]。
- 1955年（昭和30年）4月5日 - 名古屋市昭和区へ編入し、同区天白町大字八事となる[4]。
- 1971年（昭和46年）10月20日 - 一部が元八事一〜三丁目・道明町・中砂町・池見一〜二丁目となる[4]。
- 1975年（昭和50年）2月1日 - 行政区変更に伴い、一部が天白区天白町大字八事となる[4]。
- 1977年（昭和52年）
  - 1月15日 - 天白区天白町大字八事の一部が同区表台となり、一部を池見二丁目へ編入[4]。
  - 7月31日 - 天白区天白町大字八事の一部が同区元八事四〜五丁目となり、一部を元八事三丁目・道明町へ編入[4]。
- 1980年（昭和55年）10月26日 - 天白区天白町大字八事の一部が同区八事石坂・八事天道・弥生が岡・表山一〜二丁目となり、一部を池見一〜二丁目へ編入[4]。
- 1982年（昭和57年）
  - 7月11日 - 天白区天白町大字八事の一部が同区八幡山・御幸山・音聞山となる[4]。
  - 8月29日 - 天白区天白町大字八事の一部が同区植田山一・五丁目、大坪一丁目となる[8]。
- 1985年（昭和60年）8月11日 - 天白区天白町大字八事の一部が同区大坪二丁目・塩釜口一〜二丁目となり、一部を大坪一丁目へ編入[8][4]。
- 1991年（平成3年）9月24日 - 天白区天白町大字八事の一部が同区八事山（町名）となる[9]。
- 1992年（平成4年）10月26日 - 昭和区天白町大字八事の全域が同区八事富士見となり廃止[10]。

## 八事を冠する町名

### 天白区
- 八事山、元八事、八事石坂、八事天道

### 昭和区
- 八事本町、八事富士見

## 周辺の教育機関

### 大学
国立
- 名古屋大学 東山キャンパス

私立
- 中京大学 名古屋キャンパス
- 南山大学 名古屋キャンパス
- 名城大学 八事キャンパス・天白キャンパス

### 高等学校
- 名古屋大学教育学部附属高等学校
- 中京大学附属中京高等学校
- 南山高等学校
- 名古屋敬進高等学院

### 中学校
- 名古屋大学教育学部附属中学校
- 名古屋市立川名中学校
- 名古屋市立御幸山中学校
- 南山中学校

### 小学校
- 名古屋市立八事小学校
- 名古屋市立八事東小学校
- 名古屋市立表山小学校
- 名古屋市立滝川小学校

### その他の学校
- 栄光八事幼稚園
- 八事看護専門学校
- 中部日本自動車学校

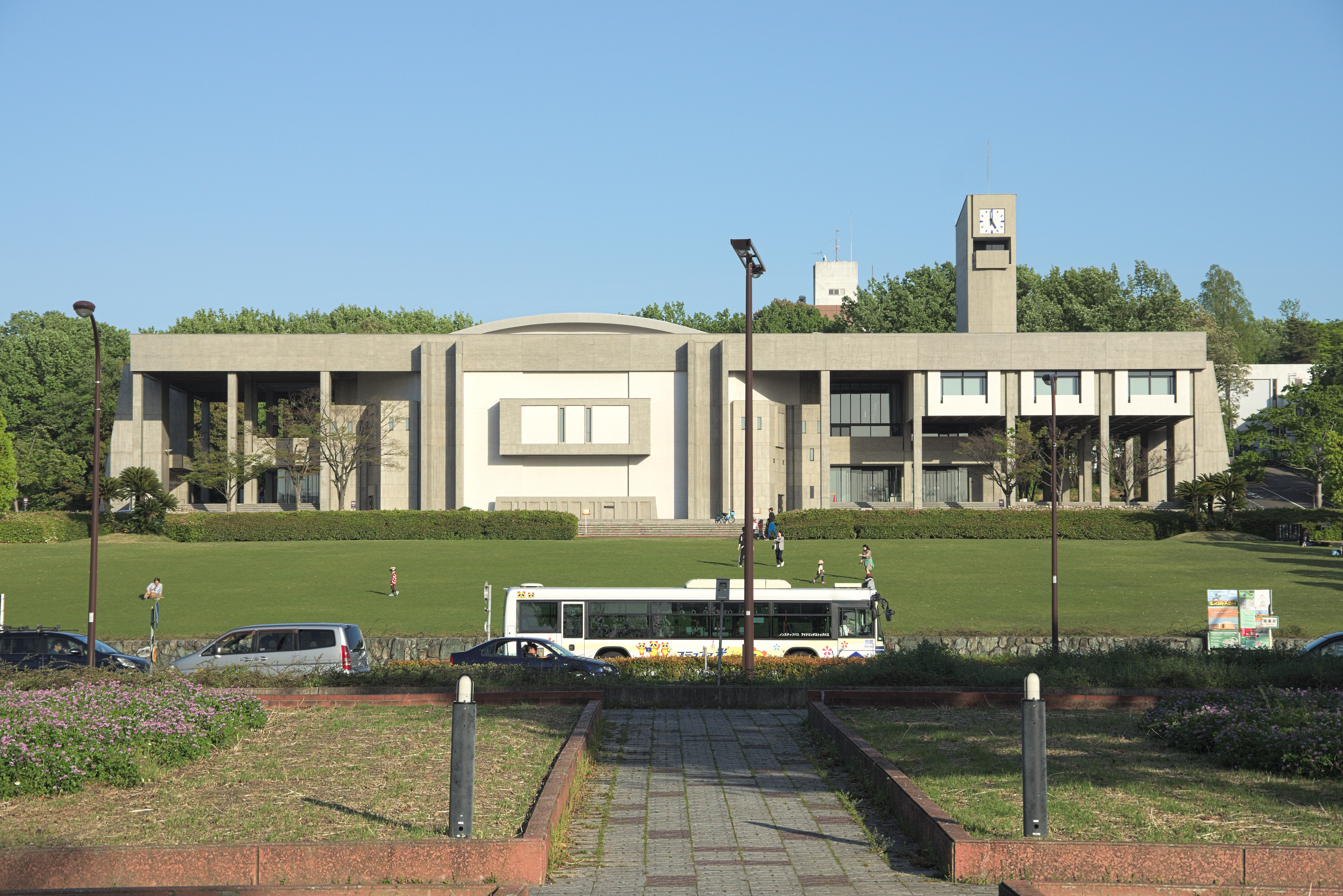
名古屋大学
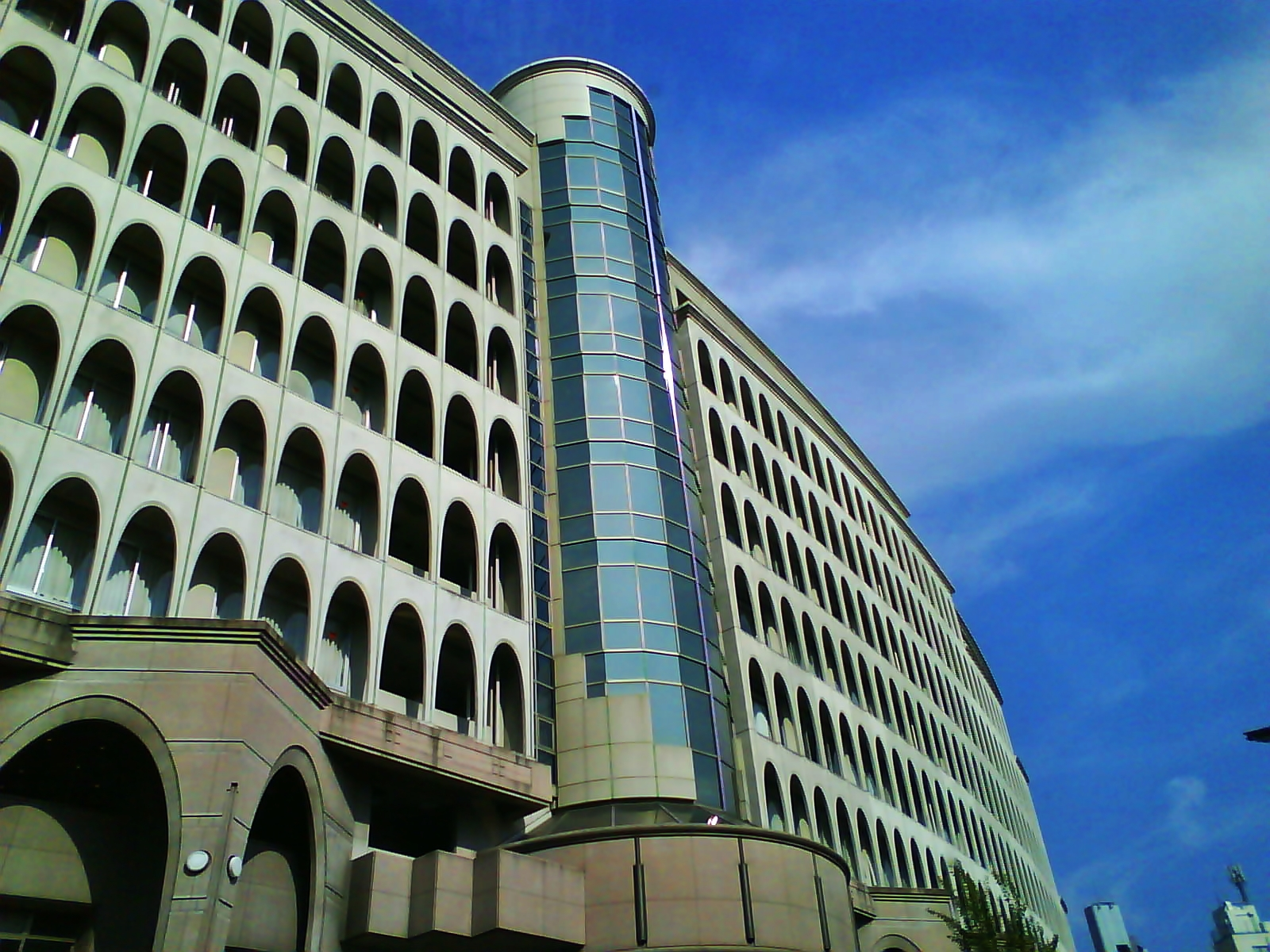
中京大学
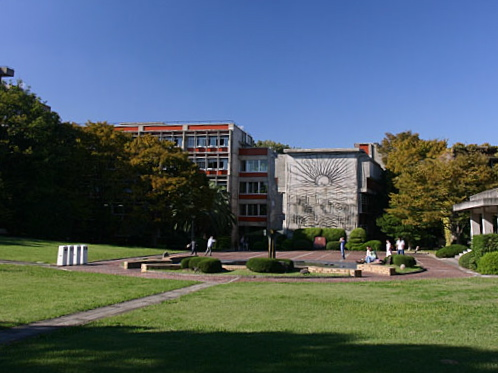
南山大学
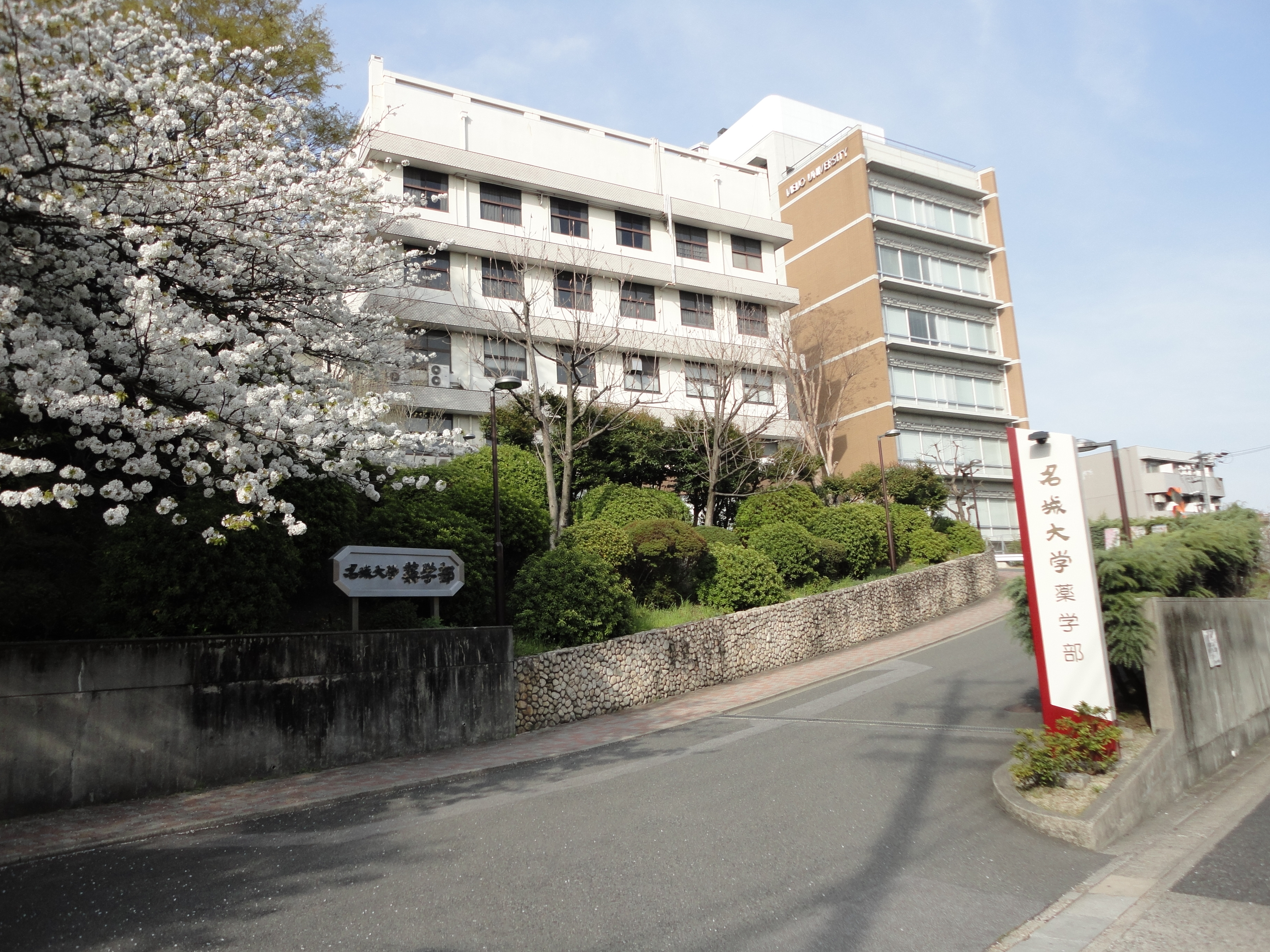
名城大学八事キャンパス

## 周辺施設

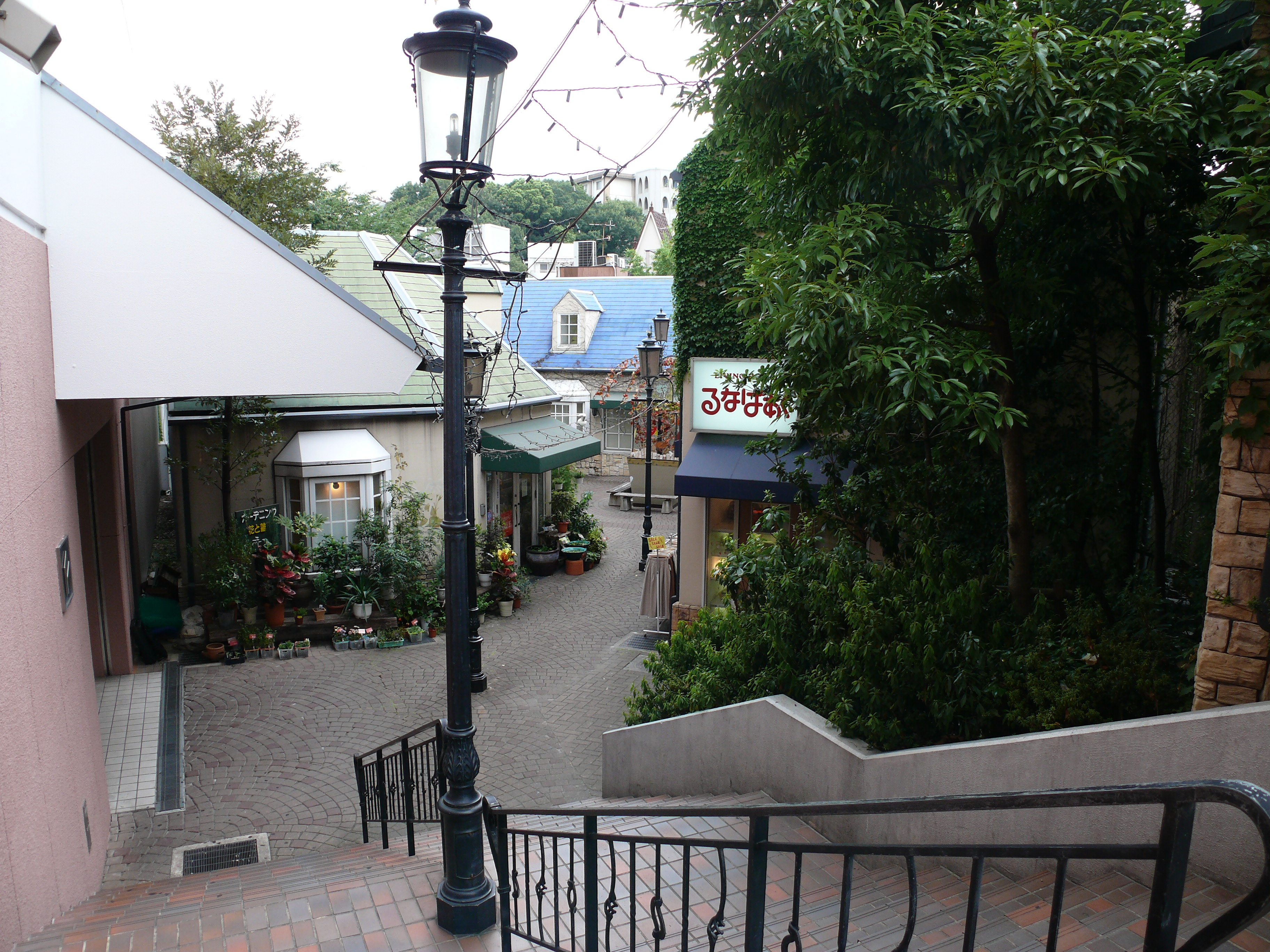
ロマンロード専門店街

### 八事駅周辺
- 興正寺公園
  - 八事山興正寺
- 八勝館
- 八事商店街
- イオン八事店
  - ロマンロード専門店街
- ヤマナカ 八事フランテ
- エディオン 八事店
- サーウィンストンホテル
- 三菱UFJ銀行 八事支店
- 三井住友銀行 八事支店
- あいち銀行 八事支店
- 八事病院
- 日本赤十字社愛知医療センター名古屋第二病院
- 中京テレビ放送 旧本社屋（2016年中村区平池町（ささしまライブ24地区）に移転、2018年までに解体。跡地にはフィールステージ八事店が建っている）
  - 東山タワー

### 天白町大字八事
- 八事霊園（再整備工事のため火葬休止中）
- 名古屋市東山公園テニスセンター
- 天白渓下池公園
- 東山公園ゴルフ

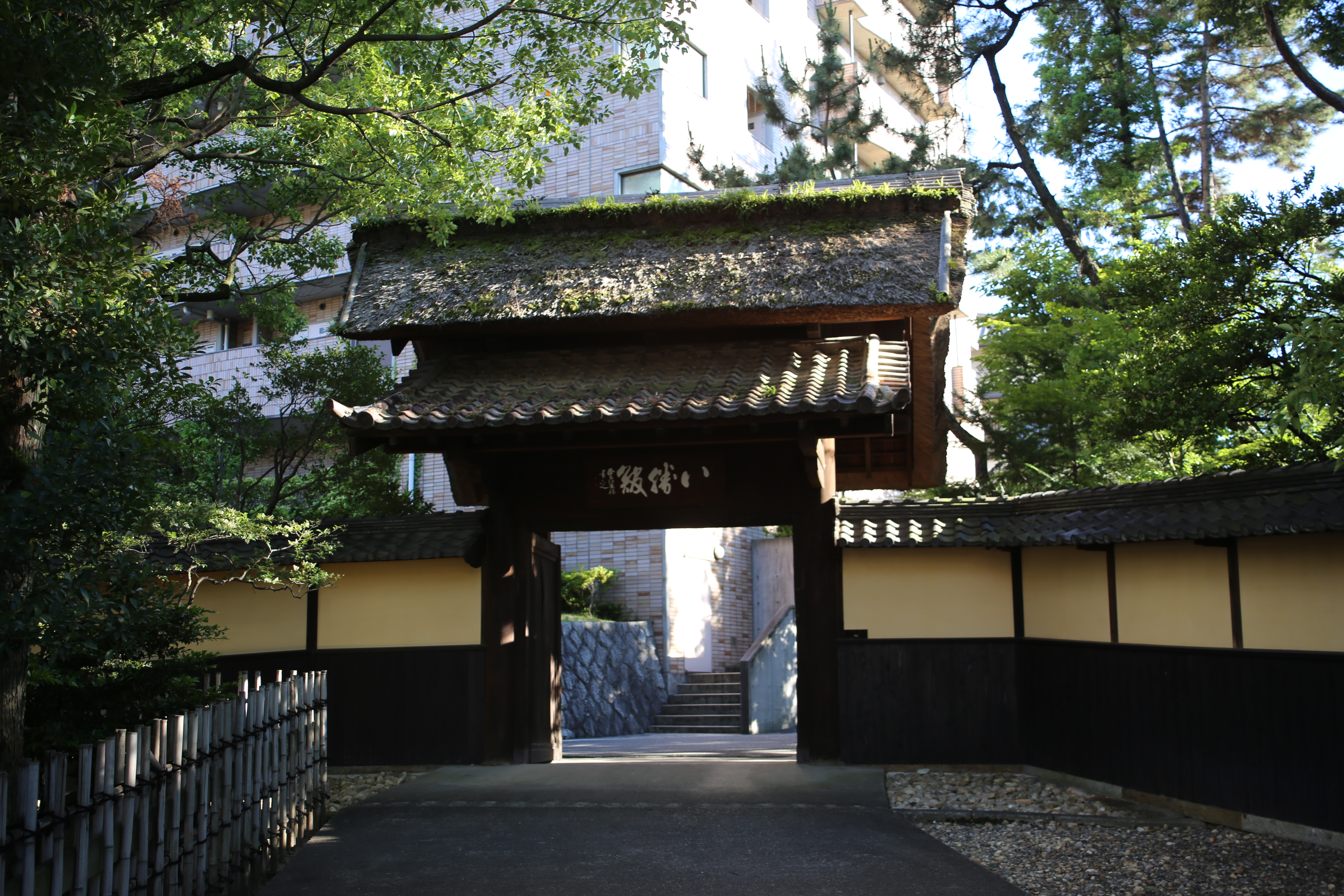
料亭八勝館
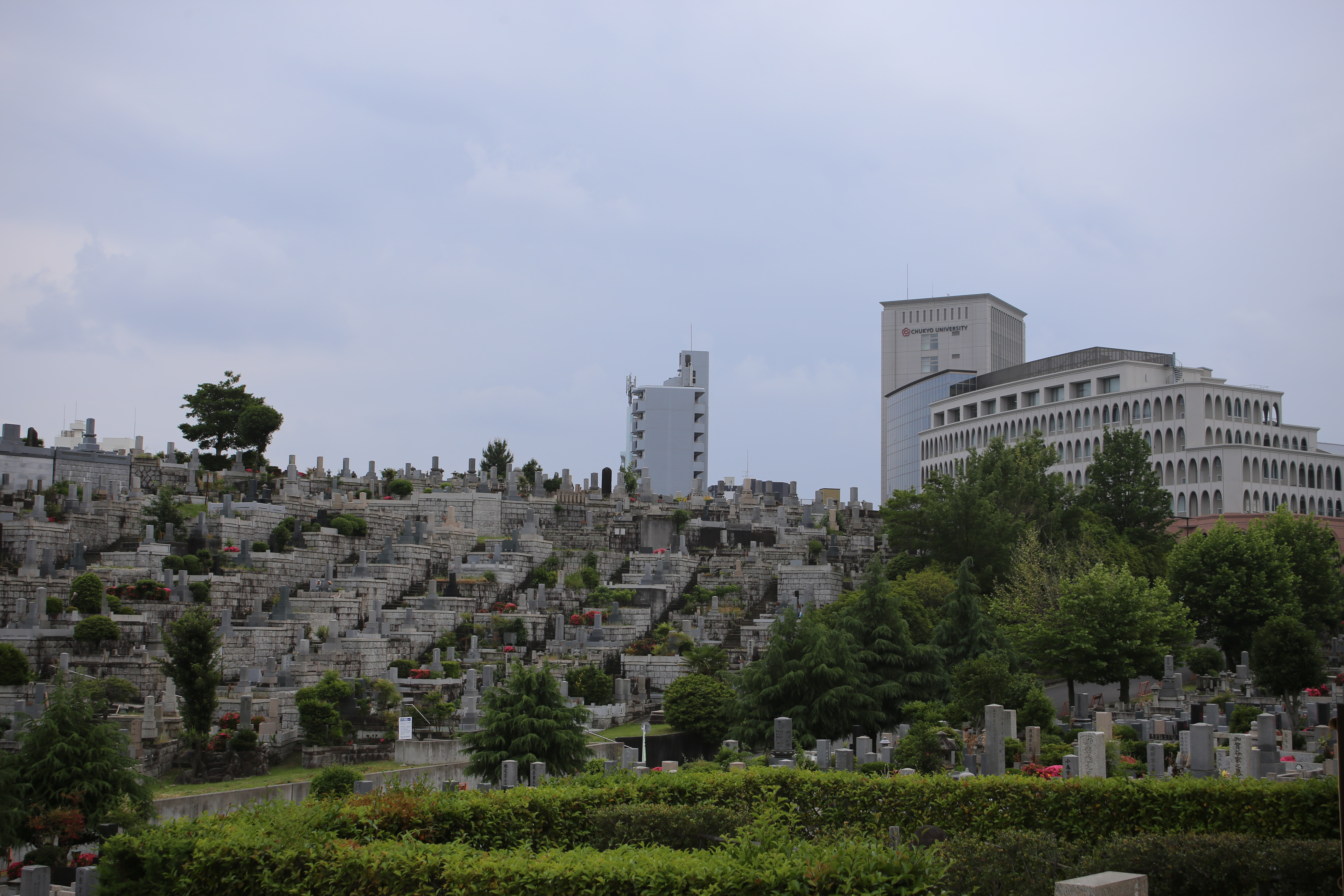
八事霊園
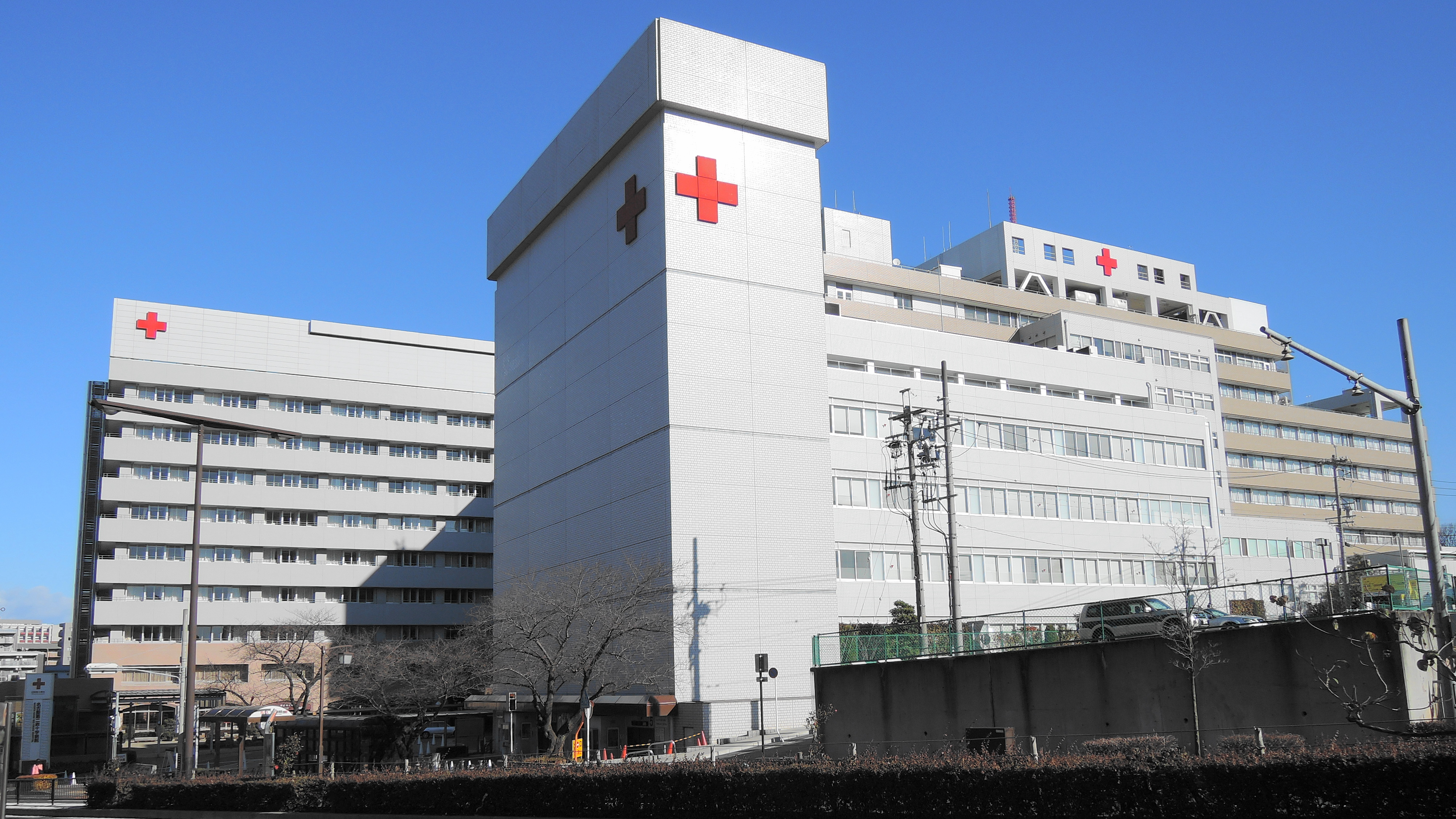
八事日赤病院
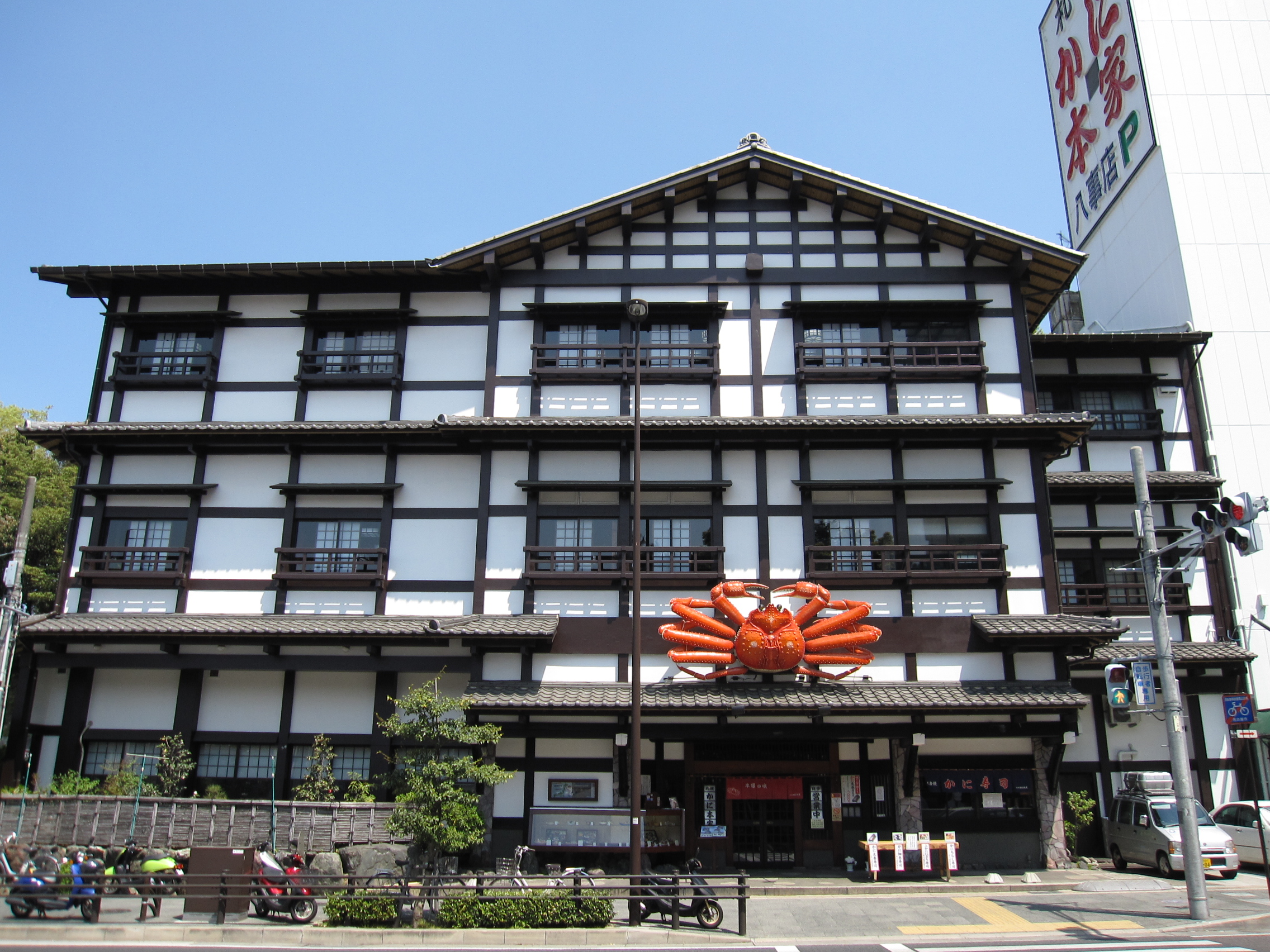
札幌かに本家八事店

## 交通

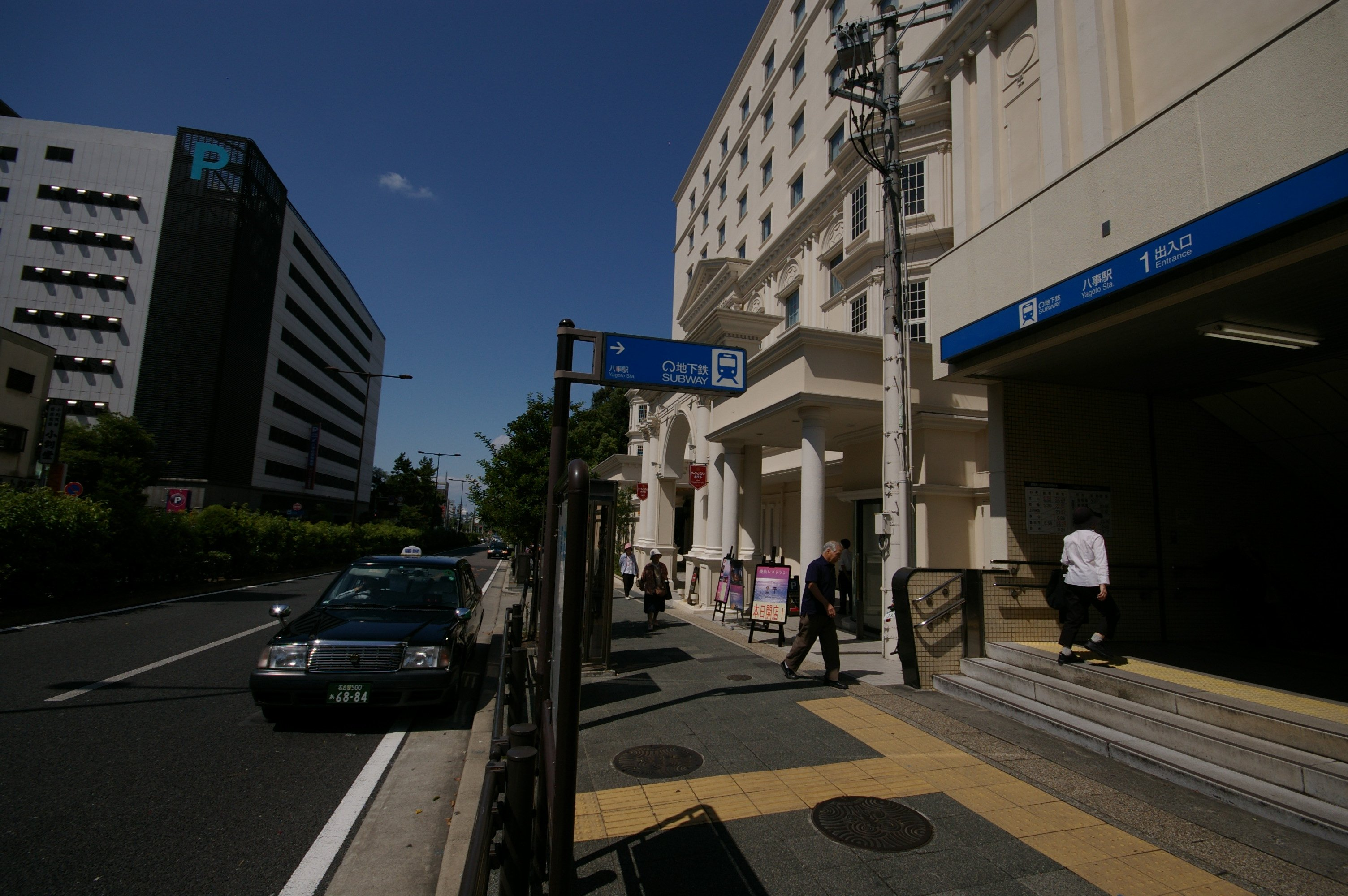
八事駅

### 鉄道駅
名古屋市営地下鉄名城線
- 八事日赤駅
- 八事駅
- 総合リハビリセンター駅

名古屋市営地下鉄鶴舞線
- いりなか駅
- 八事駅
- 塩釜口駅

### 道路
- 国道153号（飯田街道）
- 山手グリーンロード（山手通）

### WEB
1. ↑  “町・丁目(大字)別、年齢(10歳階級)別公簿人口(全市・区別)”.   名古屋市 (2019年1月23日). 2019年2月9日閲覧。
2. ↑  “郵便番号検索 愛知県名古屋市天白区の郵便番号一覧”.   日本郵便. 2021年4月17日閲覧。
3. ↑  “特別用途地区の概要” (PDF).   名古屋市住宅都市局建築指導部 (2018年4月). 2019年12月30日閲覧。

### 書籍
1. ↑  名古屋市計画局 1992, p. 695.
2. ↑  『古地図で楽しむなごや今昔』溝口常俊（2016）p.165
3. 1 2 3 4  名古屋市計画局 1992, p. 801.
4. 1 2 3 4 5 6 7 8 9 10 11 12 13  名古屋市計画局 1992, p. 875.
5. ↑  名古屋市計画局 1992, p. 68.
6. 1 2  「告示第八百九十五號」『愛知県公報』第784号、愛知県、953頁、1934年8月24日。
7. 1 2  名古屋市計画局 1992, p. 793.
8. 1 2  名古屋市計画局 1992, p. 874.
9. ↑  『広報なごや No.525（天白区版）』名古屋市、1991年9月1日、10頁。
10. ↑  『広報なごや No.538（昭和区版）』名古屋市、1992年10月1日、14頁。